# Groupe de NGC 4686
Le groupe de NGC 4686 comprend au moins 12 galaxies situées dans la constellation de la Grande Ourse. La distance moyenne entre ce groupe et la Voie lactée est d'environ 74,7 Mpc (∼244 millions d'al). 

## Membres
Le tableau ci-dessous liste les 12 galaxies du groupe. Dix de ces galaxies sont indiquées dans l'article de A.M. Garcia paru en 1993.
Abraham Mahtessian mentionne aussi ce groupe, mais il n'y figure que quatre galaxies, soit NGC 4686 et NGC 4695 et deux galaxies non présentes dans la liste de Garcia, NGC 4646 ainsi que UGC 7905.
| Nom                     | Class. | Type           | α (J2000.0)   | δ (J2000.0) | Vitesse radiale (km/s) | m            | Distance (Mpc) | Diamètre (kal) |
| ----------------------- | ------ | -------------- | ------------- | ----------- | ---------------------- | ------------ | -------------- | -------------- |
| NGC 4566                | Sb     | Spirale        | 12h 36m 00.1s | 54° 13′ 16″ | 5358 ± 2               | 13,1         | 81,6 ± 5,7     | 122            |
| NGC 4644                | SBb?   | Spirale barrée | 12h 42m 42.6s | 55° 08′ 44″ | 4929 ± 3               | 13,9         | 75,0 ± 5,3     | 161            |
| NGC 4646                | S0?    | Lenticulaire   | 12h 42m 52.1s | 54° 51′ 22″ | 4540 ± 3               | 13,4         | 69,3 ± 4,9     | 83             |
| NGC 4669                | S      | Spirale        | 12h 44m 46.5s | 54° 52′ 23″ | 4853 ± 5               | 13,2         | 73,9 ± 5,2     | 132            |
| NGC 4675                | SBb?   | Spirale barrée | 12h 45m 31.9s | 54° 44′ 15″ | 4782 ± 2               | 14,3         | 72,9 ± 5,1     | 129            |
| NGC 4686                | Sa     | Spirale        | 12h 46m 39.9s | 54° 32′ 03″ | 4903 ± 14              | 12,6         | 74,7 ± 5,2     | 196            |
| NGC 4695                | SBbc,  | Spirale barrée | 12h 47m 32.1s | 54° 22′ 29″ | 4922 ± 4               | 13,5         | 74,9 ± 5,3     | 90             |
| IC 830                  | SB0-a  | Lenticulaire   | 12h 51m 16.5s | 53° 41′ 47″ | 4847 ± 2               | 13,6         | 73,9 ± 5,2     | 73             |
| MCG 9-21-32 (NGC 4644B) | S?     | Spirale        | 12h 42m 52.6s | 55° 08′ 45″ | 4808 ± 2               | 15,1         | 73,2 ± 5,1     | 115            |
| MCG 9-21-33             | Sab    | Spirale        | 12h 43m 47.9s | 54° 53′ 46″ | 4994 ± 2               | 13,694 asinh | 76,0 ± 5,3     | 74             |
| MCG 9-21-34             | S? pec | Spirale        | 12h 43m 49.4s | 54° 54′ 18″ | 4958 ± 2               | 14,6 ± 0,3   | 75,5 ± 5,3     | 164            |
| UGC 7905                | ?      | ?              | 12h 43m 48.7s | 54° 54′ 01″ | 4942 ± 31              | 14,1 ± 0,4   | 75,2 ± 5,3     | 143            |

Le site DeepskyLog permet de trouver aisément les constellations des galaxies mentionnées dans ce tableau ou si elles ne s'y trouvent pas, l'outil du site constellation permet de le faire à l'aide des coordonnées de la galaxie. Sauf indication contraire, les données proviennent du site NASA/IPAC.